# Wu-Tang Clan
Wu-Tang Clan är ett hiphopkollektiv från Staten Island, New York, bestående av nio amerikanska rappare, vilka är Grammy-vinnare, multiplatinumsäljande soloartister, skivproducenter, filmstjärnor, egna företagare och kompositörer.
Gruppen startades 1992, då med endast tre medlemmar, RZA, GZA och Ol’ Dirty Bastard, kända som All In Together Now. Gruppen värvade senare sex nya medlemmar och bestod av nio MC:s till Ol’ Dirty Bastards bortgång 2004. Idag uppskattas det finnas 300 Wu-Tang Clan-medlemmar, bestående av framgångsrika rappare, skådespelare och musikproducenter, vilka har samarbetat med bland annat DMX, Mobb Deep och Busta Rhymes.
Namnet Wu-Tang Clan har sitt ursprung från en kinesisk film om kampsport från 1981, Shaolin and Wu Tang.

## Historia

### Bakgrund
Grundarna av Wu-Tang Clan var kusinerna GZA, Ol’ Dirty Bastard och RZA, vilka dessförinnan utgjort gruppen Force Of The Imperial Master, vilken blev mer känd som All In Together Now efter att de släppt en populär singel med det namnet. Gruppen hade dragit till sig uppmärksamhet inom hiphop-industrin, bland annat Biz Markie, men hade aldrig klarat säkra ett skivkontrakt. Sedan gruppen upplöstes gick GZA (som blev känd som the Genius) och RZA (Prince Rakeem) på misslyckade solokarriärer med Cold Chillin’ Records och Tommy Boy Records. Deras frustration över hur saker och ting fungerade inom hiphop-industrin kom att tillföra inspiration till Wu-Tangs revolutionära affärsplan. Enligt ”The Wu-Tang Manual” lovade RZA gruppens medlemmar att om han fick total kontroll över Wu-Tangs välde skulle de erövra hiphop-världen inom fem år, och sedan skulle han avsäga sig sin totala kontroll.
Ordet Wu-Tang kommer från namnet för daoismens heliga berg, Wu Dang, i nordvästra Hubei, en provins i centrala Kina. RZA och Ol’ Dirty Bastard antog namnet för gruppen efter att ha sett den kinesiska kampsports-filmen ”Shaolin and Wu Tang”, vilken presenterar ett läger med krigare som tränas i Wu-Tang-stil.
Method Man har nämnt att ordet ”Wu” är ljudet från ett svärd som går igenom luften och ”Tang” är ljudet av svärdet när det slås mot en sköld.

### ”Enter the Wu-Tang (36 Chambers)”
Klanen blev först kända för hiphop-fans och större skivbolag 1993, efter att singeln ”Protect Ya Neck” släpptes och gav gruppen en stor anhängarskara. Men det fanns fortfarande svårigheter att hitta ett skivbolag som skulle erbjuda Wu-Tang Clan ett kontrakt och samtidigt låta varje medlem spela in soloplattor med andra bolag. Loud/RCA gick till slut med på det och gruppen kunde släppa sitt debutalbum, Enter the Wu-Tang (36 Chambers) år 1993. Albumet blev populärt och ansågs vara ett av 1990-talets bästa album.
Succén med ”Enter the Wu-Tang: 36 Chambers” gjorde gruppen etablerad inom hiphoppen på tidigt 90-tal och lät GZA, RZA, Raekwon, Method Man och Ol’ Dirty Bastard förhandla sig till egna skivkontrakt.

### ”Wu-Tang Forever”
Med etablerade solokarriärer kom Wu-Tang Clan tillbaka för att släppa det förutsedda Grammy-nominerade multiplatinum-albumet ”Wu-Tang Forever” i juni 1997. Enligt Nielsen Soundscan har albumet idag sålts i över 8,3 miljoner exemplar världen över.

### ”The W” och ”Iron Flag”
Gruppen samlades återigen, denna gång för att göra ”The W”. Tyvärr utan Ol’ Dirty Bastard, som hölls fängslad i Kalifornien för att ha misskött sig under skyddstillsyn.
Wu-Tang Clan släppte också sitt fjärde album, ”Iron Flag”, till positivt mottagande. Den innehöll hitten ”Uzi (Pinky Ring)” och gästades av artister som Flavor Flav.

### Ol’ Dirty Bastards död
Ol’ Dirty Bastard kollapsade runt klockan 05.30 den 13 november 2004 i Wu-Tangs studio, 36 Chambers på West 34:th Street i New York. Han förklarades död mindre än en timme senare, 36 år gammal. Hans begravning hölls på Brooklyn’s Christian Cultural Center. Ol’ Dirty Bastards karriär med Wu-Tang Clan kännetecknades av vilt och kriminellt beteende. Han arresterades flera gånger för olika våldsbrott samt snatteri och droginnehav.

### The Clan slår tillbaka
I december 2006 skrev Wu-Tang Clan kontrakt med Steve Rifkinds SRC Records. Gruppens femte album släpptes i slutet av 2007 med titeln ”8 Diagrams”.
RZA förkunnade i januari 2007 att han planerade släppa ännu ett Bobby Digital-album. Det kom ut 2008 med titeln ”Digi Snacks”.
GZA planerade släppa en DVD kallad ”Wu-Tang Revealed”, med bilder på Klanen från 90-talets början.

## Slang
Wu-Tang Clans slang har länge varit ett kännetecken för deras musik och medlemmarna använder ofta Kung Fu-termer och orientaliska ord.

## The Wu-Tang Manual
The Wu-Tang Manual är RZA:s introduktion till filosofin och historien bakom hiphopkollektivet. Manualen redogör för Wu-Tangs medlemmar, produkter, filmer och inspirationskällor.

## Medlemmar
Grupperna som tillhör Wu-Tang Clan går ibland under beteckningen Wu-Tang Family Groups, ofta förkortat Wu-Fam.
- 2 On Da Road

- Black Knights

- Brooklyn Zu

- Division

- Ghostface Killah (född Dennis Coles, 1970) har ett väldigt säreget, nästan abstrakt sätt att rappa på, och är känd för att skriva texter oerhört kvickt. Han har släppt flest soloskivor i klanen - 8 st, med låtar som rör sig mellan gangstarap och modern r&b.

- Gravediggaz

- GZA (född Gary Grice, 1966) är gruppens äldsta medlem och även den mest erfarne. Han började rappa 1976 när hiphop fortfarande var ett lokalt fenomen i New York. Han var den enda som släppt en längre skiva innan "klanen" bildades, under namnet Genius.

- Inspectah Deck (född Jason Hunter, 1970) anses som en av gruppens starkaste talanger och drog till sig uppmärksamhet genom sina prestationer på både Wu-Tang-album och andra medlemmars soloplattor, men hade länge en tillbakadragen profil som också artistnamnet står för -  "Inspektörn".

- Killarmy

- Masta Killa (född Elgin Turner, 1969) var den enda medlemmen som inte redan var en erfaren rappare då Wu-Tang Clan bildades, men blev under GZA:s mentorskap snabbt uppskattad för sin pratiga, ibland filosofiskt reflekterande rap.

- Method Man (född Clifford Smith, 1971) var den yngsta medlemmen i Wu-Tang Clan och den första att släppa ett Wu-Tang soloalbum, Tical. Han har en distinkt röst och "flow" som jämförts med en bastuba. Han har senare bildat en duo med Redman.

- Northstar

- Ol' Dirty Bastard (född Russell Jones, 1968-2004) var utan tvekan den mest unika och oberäkneliga medlemmen i gruppen. Hans vilda beteende väckte mycket uppmärksamhet i massmedia. Han var bland de mest populära medlemmarna i Klanen med höga försäljningssiffror och duetter med giganter inom branschen, t. ex. Mariah Carey.

- Raekwon (född Corey Woods, 1970) kallas "The Chef" eller "Kocken" för sina verbala färdigheter, och även för sin tidigare konst att göra crack av kokain. Hans stil fylld av slang, fablesse för maffiakultur och snabba, våldsamma, historieberättande fick inflytande på hela genren.

- Royal Fam

- RZA (född Robert Diggs, 1969) är ledaren för gruppen. Han har förutom att rappa producerat hela "Enter the Wu-Tang" och majoriteten av låtarna på de efterkommande Wu-Tang-gruppalbumen. Hans karriär som producent har bara vuxit och han har senare fått inflytande även utanför hip-hopen.

- Sunz Of Man

- U-God (född Lamont Hawkins, 1970) en av de mindre kända medlemmarna av Wu-Tang, delvis för att ha suttit inspärrad under större delen av inspelningen av ”36 Chambers”. Han planerade lämna gruppen 2004 men har nu tagit större plats i gruppen. Känns igen på sin basröst.

- Wu-Syndicate

- Wu-Tang Killa Beez

## Övriga medlemmar
- LilBash
- 4th Disciple
- 60 Second Assassin
- 9th Prince
- Beretta 9
- Blue Raspberry
- Bronze Nazareth
- Cappadonna
- Cilvaringz
- Dreddy Krueger
- DJ Symphony
- Hell Razah
- Islord
- Jamie Sommers
- Killa Sin
- Killah Priest
- La The Darkman
- Lord Superb
- Mathematics
- P.R. Terrorist
- Popa Wu
- Streetlife
- Suga Bang Bang
- Solomon Childs
- Prodigal Sunn
- ShoGun Assassin
- Shyheim
- Tekitha
- Timbo King
- Trife
- True Master